# Algare
Algare (Algarus) est un évêque de Coutances de la première moitié du XIIe siècle.

## Biographie
Algare succède à Richard de Brix à l'évêché de Coutances en 1132 alors qu'il avait fait ses études à l'école de Laon. 
Il assiste en 1140 à la translation des reliques de Saint Denis.
Il remplace en 1144 les chanoines des collégiales Saint-Lô de Rouen et de la ville de Saint-Lô par des chanoines réguliers venus de la collégiale de Sainte-Barbe-en-Auge. Cette même année, Hugues III d'Amiens, archevêque de Rouen, renouvelle la charte de concession à perpétuité de l'église Saint-Lô de Rouen à l'évêché de Coutances, confirmé par une bulle du pape Eugène III.
Lors de la fondation de l'abbaye du Vœu à Cherbourg par Mathilde en 1145, il fait appel à des chanoines réguliers de Saint-Victor de Paris. Il aide Guillaume Paisnel dans la fondation de l'abbaye de Hambye. En 1150, il signe un acte en faveur de l'abbaye du Val-Richer. Il consacre l'abbatiale de Saint-Sauveur-le-Vicomte « dans les premières années de la seconde moitié du XIIe siècle ».
Il meurt dans la collégiale Saint-Lô de Rouen le 11 novembre 1151 et est inhumé dans la chapelle Saint-Mathurin de la cathédrale de Coutances, où l'on peut voir son gisant sous un tombeau d'autel. Du XIIIe siècle, sauf la tête refaite au XIXe siècle, il est taillé en pierre calcaire. Il est représenté avec une chimère à ses pieds. Son gisant a été classé dans la liste de 1862.